# Pseudophanella devincta
Pseudophanella devincta är en insektsart som först beskrevs av Ernst Evald Bergroth 1920.  Pseudophanella devincta ingår i släktet Pseudophanella och familjen Dictyopharidae. Inga underarter finns listade i Catalogue of Life.